# آبسرد (زاهدان)
آبسرد روستایی است در بخش نصرت‌آباد شهرستان زاهدان و جنوب غربی شهر زاهدان، استان سیستان و بلوچستان.
این روستا در۴۲ کیلومتری شمال غربی نصرت آباد و منطقه کوهستانی قرار دارد. ارتفاع آبسرد از سطح دریا ۱۲۷۰ متر و آب و هوای آن معتدل و خشک است.

## منبع
- عباس جعفری (۱۳۸۴)، گیتاشناسی ایران جلد سوم